# 拉迪尼亚克勒隆
拉迪尼亚克勒隆（法語：Ladignac-le-Long，法語發音：[ladiɲak lə lɔ̃]）是法国新阿基坦大区上维埃纳省的一个市镇，位于该省南部，属于利摩日区。

## 地理
拉迪尼亚克勒隆（45°34'57"N, 1°6'50"E）面积47.21 平方千米，位于法国新阿基坦大区上维埃纳省，该省份为法国中西部省份，北起顺时针与安德尔省、克勒兹省、科雷兹省、多爾多涅省、夏朗德省和维埃纳省接壤。
与拉迪尼亚克勒隆接壤的市镇（或旧市镇、城区）包括：圣伊莱尔莱普拉斯、大瑞米亚克、比西耶尔加朗、勒沙拉尔、拉梅兹、圣伊里耶拉佩尔什。

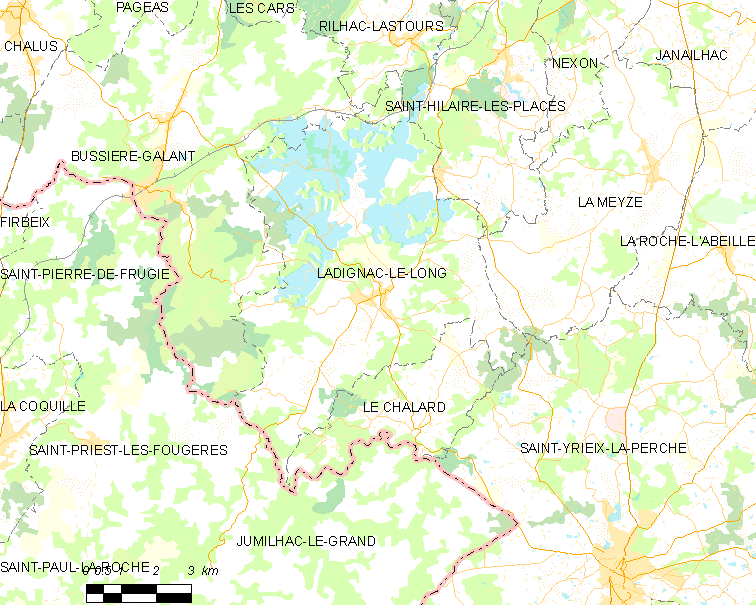
拉迪尼亚克勒隆的OSM定位图

拉迪尼亚克勒隆的时区为UTC+01:00、UTC+02:00（夏令时）。

## 行政
拉迪尼亚克勒隆的邮政编码为87500，INSEE市镇编码为87082。

## 政治
拉迪尼亚克勒隆所属的省级选区为圣伊里耶拉佩尔什县。

## 人口

1962-2008年间拉迪尼亚克勒隆人口变化图示

拉迪尼亚克勒隆于2022年1月1日时的人口数量为1159人。